# Casa do Olhar Luiz Sacilotto
A Casa do Olhar Luiz Sacilotto é um museu de artes plásticas, localizado em Santo André (SP), inaugurado em 1992. A instituição foi criada e é mantida pela Prefeitura de Santo André, com sede em uma residência construída em meados da década de 1920, no centro da cidade.
O espaço promove atividades de formação e difusão de artes plásticas, em especial da arte contemporânea. Realiza exposições, mostras itinerantes, cursos, palestras e debates. A instituição é a organizadora do Salão de Arte Contemporânea Luiz Sacilotto.

## História
O projeto de criação da Casa do Olhar surge durante a primeira gestão do prefeito Celso Daniel em Santo André. A partir de 1989, o Departamento de Cultura da Secretaria de Educação, Cultura, Esportes e Turismo de Santo André é reestruturado, sendo dividido em  Divisão de Difusão Cultural e Divisão de Formação Cultural. Suas atividades passam a se estruturar a partir do conceito de "ação cultural", de Teixeira Coelho.
Em março de 1990 ocorre uma nova estruturação do Departamento de Cultura, sendo dividido em Serviço de Teatros e Auditórios, Serviço de Bibliotecas, Serviço de Programação Especial, Serviço de Ação Cultural, Serviço de Preservação da Memória e Serviço de Oficinas e Escolas Municipais de Iniciação Artística.
O interesse no desenvolvimento de ações específicas para cada linguagem artística motivou a criação de diferentes núcleos pela gestão municipal, entre eles o Núcleo de Artes Plásticas, que teve como gestora implementadora Paula Caetano. O Núcleo foi responsável pelo Salão de Exposições do Paço Municipal, organizando o Salão de Arte Contemporânea de Santo André, a Mostra Internacional de Arte Postal e exposições temporárias. O Núcleo promoveu palestras e cursos sobre arte, ministrados por nomes como Ana Tavares, Evandro Carlos Jardim e Aracy Amaral.
Através da atuação do Núcleo de Artes Plásticas, em 1991 surge a proposta de implementação da Casa do Olhar como espaço dedicado exclusivamente às artes plásticas. Na concepção do espaço, feito por Paula Caetano, a instituição teria como finalidades  a formação de novos artistas e a divulgação, reunião e informação de produtores artísticos locais.
Com 3 meses de atraso, em 29 de maio de 1992, a Casa do Olhar foi inaugurada com a realização de uma exposição do gravador Marco Buti e de uma palestra de Evandro Carlos Jardim. Porém, sua inauguração oficial ocorreu apenas em 13 de novembro de 1992, com a realização de uma cerimônia que contou com a presença do artista Luiz Sacilotto. Neste primeiro ano, o museu promove atividades com foco na formação e difusão das arte plásticas, com a realização de cursos de gravura, desenho, história da arte e performance, além de uma exposição de gravuras e exibição de um ciclo de vídeo-arte.
Em 1993, com o redimensionamento dos órgãos culturais municipais na gestão do prefeito Newton Brandão, a Casa do Olhar é fundida à Casa da Palavra (adotando a denominação Casa do Olhar e da Palavra), e deixa a sua sede na rua Campos Sales, instalando-se na sede da Casa da Palavra (Praça do Carmo, 171). Em 1998, as duas instituições são novamente separadas e a Casa do Olhar retorna à sua antiga sede, sendo reinaugurada em 9 de setembro. Na ocasião foi apresentado ao público a Comissão Consultiva da Casa do Olhar, que contava com Agda Carvalho, Alexandre Polesi, Jorge Bongim, Lucia Sauerbronn, Luiz Sacilotto, Saulo de Tarso e Paula Caetano. 
Em 2003, teve seu nome alterado para Casa do Olhar Luiz Sacilotto, em homenagem ao artista andreense Luiz Sacilotto, falecido no mesmo ano.
Atualmente, a Casa do Olhar Luiz Sacilotto é também responsável pela gestão do Salão de Exposições do Paço Municipal, pelo Espaço de Fotografia João Colovati e pela Pinacoteca de Santo André.

## O imóvel
O imóvel sede da Casa do Olhar foi originalmente a residência de Bernardino Queiroz dos Santos, filho de Antonio Queiroz dos Santos, que ali morou com sua esposa Paschoalina Guazzelli. A residência é um marco da ampliação do centro urbano de Santo André na década de 1920, estando localizado próximo à Rua Coronel Oliveira Lima (importante ponto de instalação de comércio, serviços e atividades fabris a cidade) e da paróquia Nossa Senhora do Carmo, construída no período.
Com a morte de Bernardino e Paschoalina, o imóvel foi herdado pela sobrinha do casal, Olga Guazelli, que residiu no imóvel até a década de 1950. Nesta década, a Prefeitura da cidade, arrendou o edifício para uso público, com o objetivo de instalação no de um Museu Histórico Pedagógico, que, porém, não ocorreu incialmente. O imóvel foi desapropriado em 1968 e foi sede de diversos serviços e órgãos públicos, como o Tribunal de Contas, a CASMU – órgão assistencial do município – e a Guarda Municipal.
Apenas em 1992, o espaço torna-se sede da Casa do Olhar. O espaço recebe o acervo do Salão de Arte Contemporânea de Santo André, que passa a integrar o acervo da Casa do Olhar. Em outubro do mesmo ano o imóvel tombado pelo Conselho Municipal de Defesa do Patrimônio Histórico, Artístico, Arquitetônico-Urbanístico e Paisagístico de Santo André (Comdephaapasa) desde 1992.
Entre os anos 1993 e 1998, com a unificação da Casa do Olhar com a Casa Palavra e transferência da sua para a sede da Casa da Palavra (Praça do Carmo, 171), o espaço foi utilizado pelo Departamento de Promoção Social. O acervo de artes plásticas do museu foi transferido para um espaço no Saguão do Teatro Municipal de Santo André, onde ficou por alguns anos até mesmo após a reinauguração da Casa do Olhar.
Para adequações do espaço e adaptação para acessibilidade, o imóvel passou por processos de restauro e adequação em 1998, 2006 (em processo que durou 13 meses) e 2008. Em 2007, com a reinauguração do espaço após restauro, o acervo retorna à sede da Casa do Olhar.
O edifício é cercado por jardins na frente e laterais, onde consta uma escultura de Luiz Sacilotto. A casa se destaca em seu entorno por possuir um porão alto, recuos do alinhamento da rua, alpendres, jardins, escadarias, e traços decorativos na fachada em estilo eclético e neocolonial. Seu interior conta com trabalhos em gesso, vitral e madeira.

## Acervo
O acervo da Casa do Olhar consiste em mais de 500 obras de arte contemporânea, contando com desenhos, gravuras, pinturas, esculturas e objetos. O acervo conta com obras de artistas como Luiz Sacilotto, João Suzuki, Hans Grudzinski, Aldemir Martins, Antônio Henrique do Amaral e Tomás Ianelli.
Seu acervo pode ser dividido em  três grandes grupos de origem:
- Acervo de obras do Salão de Arte Contemporânea de Santo André, realizado desde 1968, com obras adquiridas pela Prefeitura como premiação da mostra.
- Acervo da Bienal da Gravura de Santo André (realizada em cinco edições de 2001 a 2010), com gravuras de artistas nacionais e estrangeiros que participaram das mostras
- Doações de artistas convidados que participaram de exposições e mostras promovidas pelo museu.